# Che forti Fred e Barney!
Che forti Fred e Barney! conosciuto anche come Fred e Barney allenatori (The Flintstones: Little Big League) è uno speciale USA del 1978 prodotto da Hanna-Barbera. In Italia fu trasmesso su Italia 1 nel 26 dicembre 1999 da Bim bum bam col titolo Fred e Barney allenatori.

## Doppiatori
| Personaggio      | Doppiatore originale | Doppiatore italiano |
| ---------------- | -------------------- | ------------------- |
| Fred Flintstone  | Henry Corden         | Mario Zucca         |
| Barney Rubble    | Mel Blanc            | Diego Sabre         |
| Wilma Flintstone | Jean Vander Pyl      | Elda Olivieri       |
| Betty Rubble     | Gay Autterson        | Liliana Sorrentino  |
| Ciottolina       | Pamela Anderson      | ?                   |
| Bam Bam          | Frank Welker         | Federica Valenti    |
| Signor Slate     | John Stephenson      | ?                   |
| Poliziotto       | Ted Cassidy          | ?                   |
| Giudice Shale    | Herb Vigran          | Riccardo Peroni     |
| Dusty            | Lucille Bliss        | ?                   |
| Operaio          | Don Messick          | ?                   |
| Lefty            | Randy Gray           | ?                   |